# Тогола, Якуба
Якуба Тогола (фр. Yacouba Togola, род. 24 июля 1986, Куманту, Сикасо) — малийский шоссейный велогонщик.

## Карьера
Якуба Тогола родился в Куманту.
В 2010 году он вошёл в состав команды Мали для участия в Туре Мали и Тур дю Фасо. В течение сезона 2012 года он выиграл индивидуальную гонку на Кубке Мали, которое служило подготовкой к предстоящему Чемпионату Африки в Буркина-Фасо. На чемпионате сначала в командной гонке финишировал 10-м. А в групповой гонке, проходившей четыре дня спустя, занял 63-е место, уступив более 35 минут её победителю Натнаэлю Беране.
В 2013 году Якуба Тогола стал чемпионом Мали, который определялся по сумме двух гонок — индивидуальной и групповой. Также занял третье место на Critérium de la Paix, другой национальном гонке, проводимой в Бамако. В мае 2015 году выиграл этап Тура Того. Вошёл в состав команды для участия в Тур дю Фасо, где он показал хороший результат. На втором этапе буркинийской гонке, проходившем по маршруту из Яко в Зиниари и завершившемся победой Мухаммед Амине Еррафаи из отрыва, занял 5-е место выиграв спринт из основной группы и уступив победителю 46 секунд. А в общем зачёте гонке стал 21-м.
Вновь был включён в состав команды для участия в Тур дю Фасо в 2016 году, однако выступил хуже по сравнению с предыдущем годом, не попав в лимит времени на третьем этапа.

## Достижения
2012
1-й этап Кубок Мали (ITT)
2013
 Чемпион Мали — групповая гонка
2015
4-й этап Тур Того